# RZD ER200
ER200(러시아어: Электропоезд Рижский с конструкционной скоростью 200 км/час)은 소련의 RVR에서 생산된 200 km/h까지 낼 수 있는 고속 열차이다.

## 개발 역사
1965-1966년에 설계 최고 속도 200~250 km/h까지 낼 수 있는 열차에 관한 기본적인 연구가 진행되었고, 1967년 14량 1편성, 직류 3kV 규격의 ER200 개발이 승인되었고, 50여개 이상의 연구 기관, 회사, 공장에서 개발에 참여하였다. 전장품은 RVR에서 생산되었고, 그 외 기계 장치는 여러 디자인 회사에서 나눠서 생산하였다. 그 결과 1973년 시험차가 생산되었고, 1974년부터 시험 운행에 들어갔다. 시험 운행 중 영업 속도는 약 200~210 km/h였다.
1976년 옥탸브리스카야 선으로 이동되어 그 곳에서 시험 운행을 한 다음 1984년 3월 1일부터 영업 운전에 투입되었다.

### 초기형
1973년에 나온 ER200의 차량 구성은 2량 선두차 및 12량의 중간차로 이루어져 있으며, 편성 출력은 10320 kW이다. 제동은 총 3종류로, 디스크 제동, 발전 제동, 자기 제동이 있다. 차체는 알루미늄으로 만들어져 있다. 좌석은 2+2 배치로 되어 있으며, 시트 리클라이닝 및 회전이 가능하다. 선두차 정원은 24명, 중간차 정원은 64명이며, 냉난방을 지원한다.
선두차에는 구동 장치 및 팬토그래프가 없으며, SA-3 자동 연결기가 장착되어 있다. 동력차 2량 중 1량은 팬토그래프를 달고 있으며, 나머지 1량은 제어 장치를 달고 있다.

### 후기형
1991년 6량 편성 ER200-2(차호 201, 212, 214, 222, 224, 203)가 생산되었고, 1992-1994년까지 생산되었다. 전면부 형상이 달라졌다.

### 추가 선두차 생산
1980년대 말 ER200-1(초기형)의 대수선 작업이 시작되었다. 열차의 자유로운 분리와 병결을 위하여 추가로 선두차를 더 생산하기로 했고, 1988년 2량의 선두차가 더 생산되었다. 초기형 및 후기형과 자유롭게 호환되며, 선두차 생산 이후 ER200을 조금 더 생산했다.

## 운영
첫 영업 운전은 1984년에 시작되었지만, 열차 개발은 1973년 전후에 완료되었다. 정식 영업 운행을 하기 전 1977년 스타니슬라프 로스토츠키의 영화 《벨리 빔 쵸르노에 우호》의 포스터에 ER200이 등장하였다.
2006년 ER200은 모스크바-상트페테르부르크 구간에서 금요일에 1일 2회 운행되고 있었다. 모스크바-상트페테르부르크간 운행 시간은 약 3시간 55분이었다. 2008년 러시아 철도에서는 새로운 고속 철도 영업을 알리면서 일부 ER200의 본선 영업 운행을 중단하였다. 그 후 러시아 철도 박물관에 ER200 중 최초 생산된 4량을 기증하였다.
2009년 3월 1일 남아 있는 ER200의 중검수가 시작되었고, 5월 중에 끝날 것이다. 이후 벨라로 RUS가 본선 영업을 시작할 때까지 고속 열차로 영업하다가, 벨라로 도입 이후 교외용 열차로 전환할 계획이다.

## 같이 보기
- 리가 차량 제작 공장